# Anna Bahí Tarafa
Anna Bahí Tarafa (Banyoles, 1972) és una fotògrafa i artista visual catalana. Viu i treballa entre Milà i Florència.
Bahí va estudiar disseny gràfic a l'escola Eina de Barcelona i fotografia aplicada al disseny amb el fotògraf Manel Esclusa a la mateixa escola. Més tard, a Milà es va formar en comunicació visual a l'Istituto europeo di Design. Bahí ha participat en exposicions col·lectives i individuals a Barcelona, Milà, Torí o Colònia, entre d'altres ciutats. El 2006, va exposar a la 4a Biennal d'Art de Girona. D'altra banda, Bahí ha publicat diversos llibres, com ara, Paisatge i Aigua, una obra d'investigació que recull una xerrada de l'autora sobre la representació pictòrica de l'Estany de Banyoles entre el segles XIX i principis del XX.
El 2021, l'artista va inaugurar el seu propi centre d'art a Banyoles, Blau d'Art.